# Дълго поле (област Пловдив)
Вижте пояснителната страница за други населени места с името Дълго поле.
За другото българско село с име Дълго поле вижте Дълго поле (Област Видин). 
Дълго поле е село в Южна България. То се намира в община Калояново, област Пловдив.

## География
Селото се намира на 20 км северно от гр. Пловдив и на 40 км южно от Карлово. Релефът е равнинен. Благоприятният климат на Тракийската равнина и почвените условия са подходящи за земеделие, което е поминък на голяма част от населението.
Съществува добре развита инфраструктура и редовен автобусен транспорт до Пловдив. Транспортният възел „Гара Калояново“ се намира на 2 км от селото на пътя Пловдив-Карлово, откъдето се осъществява автобусна и железопътна връзка с Пловдив, Карлово и Хисаря. На 14 км от селото минава магистрала „Тракия“, свързваща София и Бургас през Пловдив.

## История
Селото е възникнало в средата на 15 век. Първите заселници са били преселници, бягащи от турските нашественици. Съществуват две легенди за произхода им. Според едната, това са били бежанци от Северна Македония. Според другата – от родопските села Ново село и Дорково.
До 1934 година името на селото е Узун Кърово, което в превод от турски означава „Дълго поле“. Дължи се на плодородните поля в околността.
За името на селото е разпространена и друга легенда: Имало една много красива мома, която винаги ходела с дълги поли и поради тази причина била наричана „Дългополата“ от тези, които не знаели името и. Славата за нейната красота се носела в цялата околия и селото било наречено „селото на Дългополата“, от където и днешното му название.

## Културни и природни забележителности
В селото има целодневна детска градина „1-ви юни“, начално училище „Христо Ботев“, читалище и библиотека. Православната църква „Св. Архангел Михаил“ е построена през 1925 г. и реставрирана в началото на 21 век.
В близост до селото се намират древни могили-гробници, които все още не са разкопани.

## Редовни събития
Всяка година около 10 юни (винаги петък и събота) се провежда традиционен събор.
Интересно е как се празнува Гергьовден в село Дълго поле. Почти на всяка улица в някоя от къщите има пещ. Сутринта приготвените агнета, украсени със зелена китка, биват откарани към пещта. Докато те се пекат, хората се събират на маси пред къщите. Има традиция да се вързват люлки и млади и стари да се люлеят за здраве.

## Други
На 25 срещу 26 септември 2005 след проливни дъждове двуметрова вълна разрушава 50 къщи в Дълго поле. Други 150 са частично разрушени, леко пострадали са 300. Възрастна жена е затрупана в къщата си.
Ние жителите изказваме благодарност на всички институции, които по един или друг начин допринесоха за по-скорошното възстановяване на щетите!

## Родени в Дълго поле
- Арсений Пловдивски (1932 – 2006), български духовник